# 1992年夏季残疾人奥林匹克运动会新西兰代表团
1992年夏季残疾人奥林匹克运动会新西兰代表团是新西兰派出的1992年夏季残疾人奥林匹克运动会代表团。获得5枚金牌和1枚银牌。